# Sicyos parviflorus
Sicyos parviflorus là một loài thực vật có hoa trong họ Cucurbitaceae. Loài này được Willd. miêu tả khoa học đầu tiên năm 1805.